# 比利·簡恩
比利·簡恩（William "Billy" Jayne，1969年4月10日—）是美國的一位演員、音樂人、導演和製作人。他出演過眾多電影，他的弟弟羅伯特·簡恩也是一位演員。